# Luci Cecili Metel Crètic
Luci Cecili Metel Crètic (en llatí Lucius Caecilius Metellus Creticus) va ser un magistrat romà, probablement fill del pretor Lucius Caecilius Metellus. Formava part de la gens Cecília, i era de la branca familiar dels Metel. Ciceró diu que la seva sogra es deia Clòdia però potser la Clòdia que menciona va ser l'esposa de Quint Cecili Metel, cònsol l'any 60 aC.
Va ser tribú de la plebs l'any 49 aC i fidel als principis hereditaris de la seva família, es va distingir pel seu suport al partit aristocràtic. Quan Gneu Pompeu va entrar a Roma l'any 49 aC, no va fugir i va intentar impedir que Juli Cèsar prengués possessió del tresor sagrat, que només va acceptar quan va haver d'escollir entre el tresor i la vida. Poc després va anar a Càpua, a principis de març, quan Pompeu estava a punt de sortir d'Itàlia.
Probablement és la mateixa persona que el Metel que apareix al costat de Marc Antoni a Àccium l'any 31 aC, a qui Octavi va perdonar per intercessió d'un fill seu, que combatia a favor del futur emperador.